# Musa Dagh

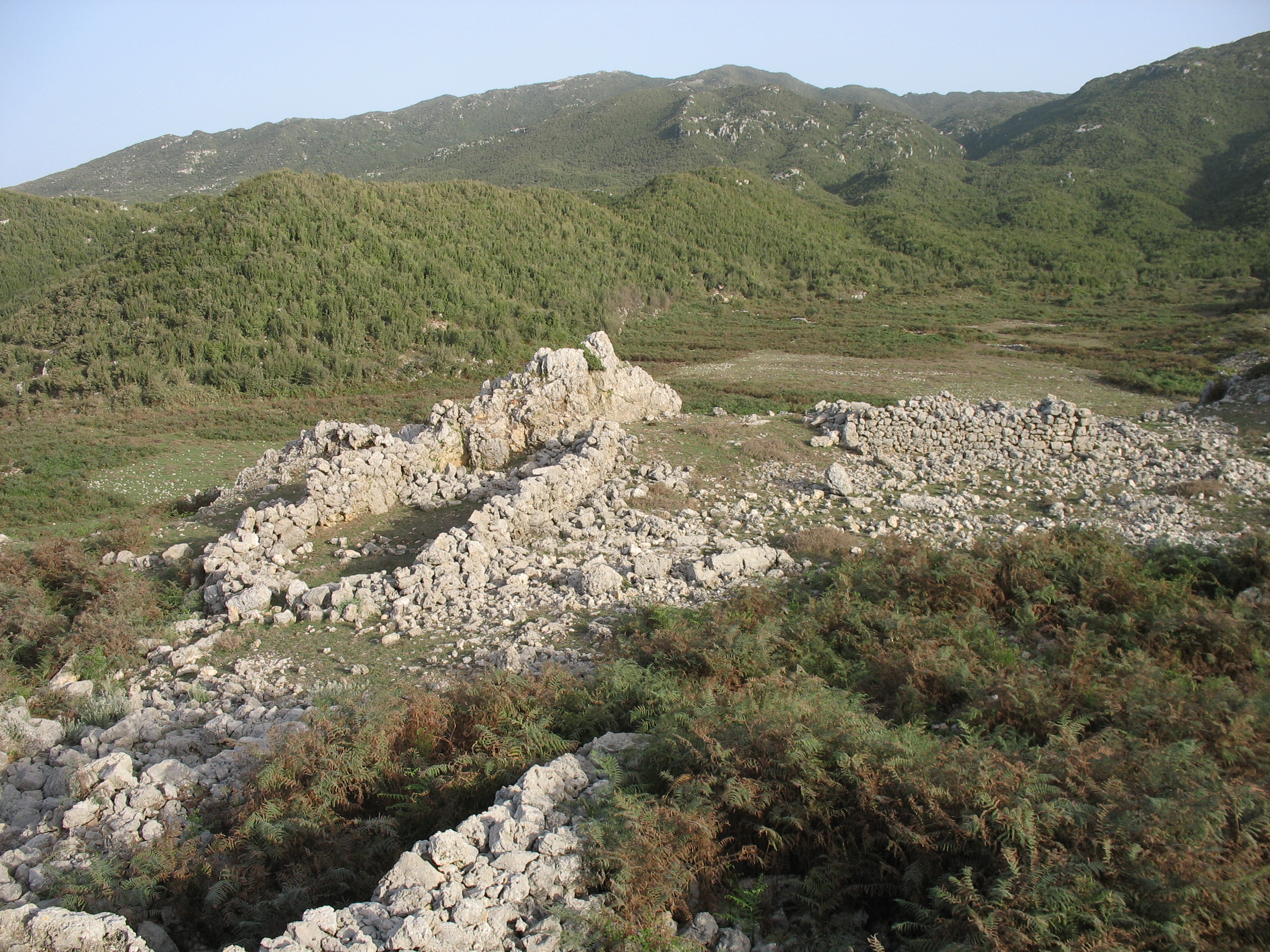
Musa Dagh

Musa Dagh eller Jebel Mousa ("Moses berg"), armeniska: Մուսա լեռ, Musa ler, är ett berg i provinsen Hatay i Turkiet. Territoriet ligger längs kusten vid Alexandrettabukten, östra Medelhavet med gräns i öster och söder mot Syrien. Bergets topp Damlayik ligger 1355 m ö.h. och 50 km väster om Antakya. Vid kullarna runt foten av Musa Dagh ligger sex byar: Kabusia, Vakifli, Haji Hababli, Khdr Bek, Bitias och Yoghun Oluk. Vakifli är den enda med kvarvarande armenisk befolkning.

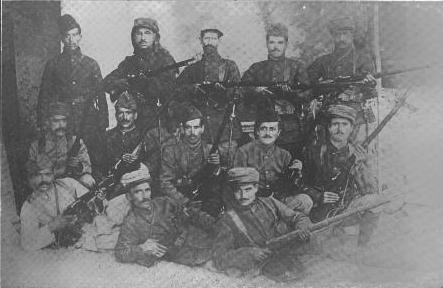
Armeniska motståndsmän på Musa Dagh augusti-september 1915

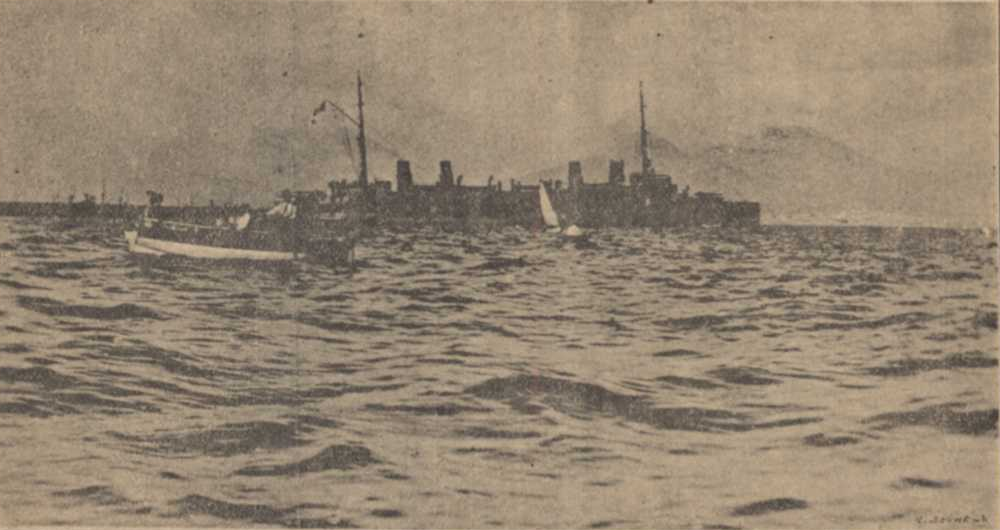
Det franska krigsskepp som slutligen evakuerade motståndsmännen från Musa Dagh september 1915

Berget har blivit bekant genom Franz Werfels roman om det armeniska folkmordet: De fyrtio dagarna på Musa Dagh, som skildrar det armeniska väpnade motståndet mot turkarna under ledaren Moses Ter-Kalousdian, Slaget om Musa Dagh.